# Núria Vidal
Núria Vidal Villa (Ciutat de Mèxic, 1949) és crítica de cinema en diaris, revistes i televisió des de 1984. Llicenciada en Geografia i Història. Delegada a Espanya del Festival de Berlín 2006-2012. Des de l'any 2008 imparteix classes de Crítica a l'ESCAC. Ha publicat una trentena de llibres de cinema, els dos últims, Blancanieves, 2012, i Maribel Verdú, 2012. L'any 2011 publica la seva primera novel·la, La piedra negra.